# Hermann Carl Vogel
Hermann Carl Vogel, född 3 april 1842 i Leipzig, död 13 augusti 1907 i Potsdam, var en tysk astronom.
Vogel studerade först vid Polytechnikum i Dresden, därefter vid universitetet i Leipzig, vid vars observatorium han erhöll anställning som assistent. År 1870 blev han direktor för kammarherre von Bülows privatobservatorium i Bothkamp nära Kiel och kallades 1874 till Berlin för att medverka i förarbetena till ett nytt astrofysikaliskt institut i Potsdam. Till 1882 var han verksam som observator vid detta 1879 fullbordade institut, Astrophysikalisches Observatorium, vilket, till en början under ledning av en provisorisk styrelse och från 1882 under Vogels direktion, blev en av sin tids främsta anstalter av sitt slag.
Vogel utnämndes 1879 till professor och 1890 till Geheime Regierungsrat. Han blev ledamot av Vetenskapssocieteten i Uppsala 1889.

## Utmärkelser
Tilldelades Royal Astronomical Societys guldmedalj och Henry Draper-medaljen 1893 samt Bruce-medaljen 1906.
Asteroiden 11762 Vogel är uppkallad efter honom.